# George Galamaz
George Daniel Galamaz (* 5. April 1981 in Bukarest) ist ein ehemaliger rumänischer Fußballspieler auf der Position eines Innenverteidigers. Er bestritt insgesamt 255 Spiele in der rumänischen Liga 1 und der zyprischen First Division. Im Jahr 2009 gewann er mit Unirea Urziceni die rumänische Meisterschaft.

## Karriere
Galamaz begann seine Karriere bei Sportul Studențesc, dem er von 1998 bis 2003 die Treue hielt. In seiner ersten Saison spielte er mit den „Studenten“ in der Divizia B, wo der 13. Platz erreicht werden konnte. Bereits in seiner dritten Saison 2000/01 konnte der Staffelsieg erreicht werden und der Verein stieg mit in die höchste rumänische Spielklasse auf.
Im ersten Erstligajahr konnte sich der Verein aufgrund von Erfolgen im Abstiegsplayoff in der ersten Liga halten, jedoch kam 2002/03 der Abstieg. Daraufhin verließ Galamaz den Verein und wechselte zu Rapid Bukarest, dem amtierenden Meister. In seiner ersten Saison bei Rapid konnte er elf Einsätze verbuchen und ein Tor erzielen, der Verein wurde Dritter.
2004 kam der Wechsel zum Stadtrivalen Dinamo Bukarest, wo er anfangs in der zweiten Mannschaft eingesetzt wurde, ehe er zu den ersten Einsätzen in der ersten Mannschaft kam. In seiner ersten Saison bei Dinamo kam er auch auf europäischer Ebene zu Einsätzen. Im UEFA-Cup kam der Verteidiger im Spiel gegen den serbischen Vertreter FK Partizan Belgrad in der 1. Runde zum Einsatz. Im Hinspiel in Belgrad wurde er in der 59. Minute gegen Liviu Ciobotariu ausgewechselt. Der Verein schied gegen Partizan aus. In der Meisterschaft wurde Dinamo Vizemeister und der rumänische Pokal konnte gewonnen werden. Im darauffolgenden Jahr wurde der dritte Platz erreicht. In der Saison 2006/07 spielte Galamaz zuerst ein halbes Jahr bei Dinamo, ehe er zu Unirea Urziceni wechselte. Sein ehemaliger Klub Dinamo wurde am Ende des Jahres Meister, was den Innenverteidiger durch seine Einsätze im Herbst auch zum Meister machte. Er wurde mit seinen neuen Verein Zehnter.
In seiner ersten vollen Saison in Urziceni konnte sich der Verein für den UEFA-Cup qualifizieren und wurde Fünfter in der Meisterschaft. In der Saison 2008/09 konnte er dann seinen zweiten Meistertitel feiern. Galamaz absolvierte in der Meistersaison 32 Spiele und erzielte dabei vier Tore.
In der Saison 2009/10 spielte er in der UEFA Champions League gegen den FC Sevilla, den VfB Stuttgart und die Glasgow Rangers. Ende August 2010 wechselte er zum Ligakonkurrenten Steaua Bukarest. Mit dem Hauptstadtklub gewann er im Jahr 2011 den rumänischen Pokal, blieb im Saisonverlauf aber nur Ergänzungsspieler. In der Winterpause 2011/12 verließ er Steaua und wechselte zum Ligakonkurrenten Universitatea Cluj. Dort wurde er wieder zur Stammkraft. Ein halbes Jahr später nahm ihn Ligakonkurrent Petrolul Ploiești unter Vertrag. Zu Beginn des Jahres 2013 schloss Galamaz sich dem zyprischen Erstligisten Anorthosis Famagusta an. Dort beendete er Ende des Jahres seine aktive Laufbahn.

### Nationalmannschaft
Aufgrund der guten Leistungen in den Saisonen 2008/09 und 2009/10 wurde er am 14. Oktober 2009 zum Qualifikationsspiel zur WM 2010 in Südafrika gegen die Färöer einberufen und kam zu seinem ersten Länderspieleinsatz. In der 26. Minute wurde er für Dorin Goian eingewechselt. Das Spiel wurde mit 3:1 gewonnen. Nach zwei weiteren Nominierungen im Jahr 2010 bestritt Galamaz am 2. September 2011 gegen Luxemburg sein letztes Länderspiel.

## Erfolge
- Aufstieg in die Liga 1: 2001
- Rumänischer Meister: 2007, 2009
- Rumänischer Pokalsieger: 2005, 2011